# Erode (dystrykt)

Dystrykt Erode na mapie stanu Tamilnadu

Erode – jeden z dystryktów stanu Tamilnadu (Indie). Stolicą dystryktu Erode jest miasto Erode.

## Położenie
Od północy graniczy ze stanem Karnataka, od północnego wschodu z dystrktem Dharmapuri, od wschodu z dystryktami Salem i Namakkal, od południowego wschodu z dystryktem Karur, od południa z dystryktem Dindigul, od zachodu z dystryktami Coimbatore, Tiruppur i Nilgiris.